# Daniel Beery
Daniel „Dan“ Beery (* 4. Januar 1975 in Vincennes) ist ein ehemaliger US-amerikanischer Ruderer.

## Werdegang
Seinen ersten großen Erfolg feierte Beery, Absolvent der University of Tennessee at Chattanooga im Jahr 2000, bei den Ruder-Weltmeisterschaften 2002 in Sevilla mit dem Gewinn der Silbermedaille im Zweier mit Steuermann. Ein Jahr später bei den Ruder-Weltmeisterschaften 2003 in Mailand sicherte sich Beery seinen ersten Titel in dieser Disziplin.
Bei seinen einzigen Olympischen Sommerspielen 2004 in Athen gewann er gemeinsam mit Jason Read, Wyatt Allen, Christian Ahrens, Joseph Hansen, Matt Deakin, Beau Hoopman, Bryan Volpenhein und Steuermann Pete Cipollone die Goldmedaille im Achter. Im Vorlauf stellte das Boot mit einer Zeit von 5:19,85 Minuten einen neuen Weltrekord auf. Im gleichen Jahr gewann Beery den Ruder-Weltcup im Vierer. Als Anerkennung seiner Erfolge durfte er gemeinsam mit seinen Mannschaftskollegen der Olympischen Spiele beim Major-League-Baseball-Spiel zwischen den Baltimore Orioles und den Seattle Mariners am 16. Juli 2005 den ersten Pitch werfen.
Im gleichen Jahr gewann Beery bei den Ruder-Weltmeisterschaften im japanischen Kaizu gemeinsam mit seinen Mannschaftskameraden den Titel im Achter.  Zwei Jahre später gewann er bei den Ruder-Weltmeisterschaften 2007 in München den Weltmeistertitel im Vierer mit Steuermann. Im gleichen Jahr gewann er mit dem Achter bei den Panamerikanischen Spielen 2007 in Rio de Janeiro.
Beery, der seit seinem Karriereende 2008 als Versicherungsmakler für Sportversicherungen in Philadelphia, Pennsylvania arbeitet, heiratete am 17. Januar 2009 die Ruderin Jennifer Goldsack, von der er sich jedoch wieder scheiden ließ.
2010 wurde Beery in die National Rowing Foundation’s Hall of Fame in Mystic Seaport, Connecticut aufgenommen.